# Crimini del cuore (programma televisivo)
Crimini del cuore è una serie televisiva documentaristica statunitense in onda dal 2012 al 2016 su Investigation Discovery, che raccontava di storie d'amore considerabili come sbagliate nel contesto sociale in cui vivono i relativi protagonisti e che sono la causa di uno o più omicidi. La serie è stata presentata in anteprima il 21 gennaio 2012; venne rinnovata per una seconda stagione, per una terza stagione, e per una quarta. Nel Regno Unito, lo spettacolo è intitolato Scorned: Crimes of Passion.
La cantante del Maryland, Niki Barr, fornisce la voce per il brano d'apertura.

## Episodi
| Stagione | Stagione | Episodi | Prima TV originale | Prima TV originale | Prima TV Italia | Prima TV Italia |
| Stagione | Stagione | Episodi | Inizio             | Termine            | Inizio          | Termine         |
| -------- | -------- | ------- | ------------------ | ------------------ | --------------- | --------------- |
|          | 1        | 20      | 21 gennaio 2012    | 2 giugno 2012      |                 |                 |
|          | 2        | 20      | 26 gennaio 2013    | 8 giugno 2013      |                 |                 |
|          | 3        | 10      | 4 gennaio 2014     | 8 marzo 2014       |                 |                 |
|          | 4        | 10      | 4 ottobre 2014     | 29 novembre 2014   |                 |                 |
|          | 5        | 10      | 7 marzo 2015       | 16 maggio 2015     |                 |                 |
|          | 6        | 10      | 3 aprile 2016      | 12 giugno 2016     |                 |                 |